# Suzuki Swift
La Suzuki Swift è un'utilitaria prodotta a partire dal 1983 dalla casa automobilistica giapponese Suzuki.

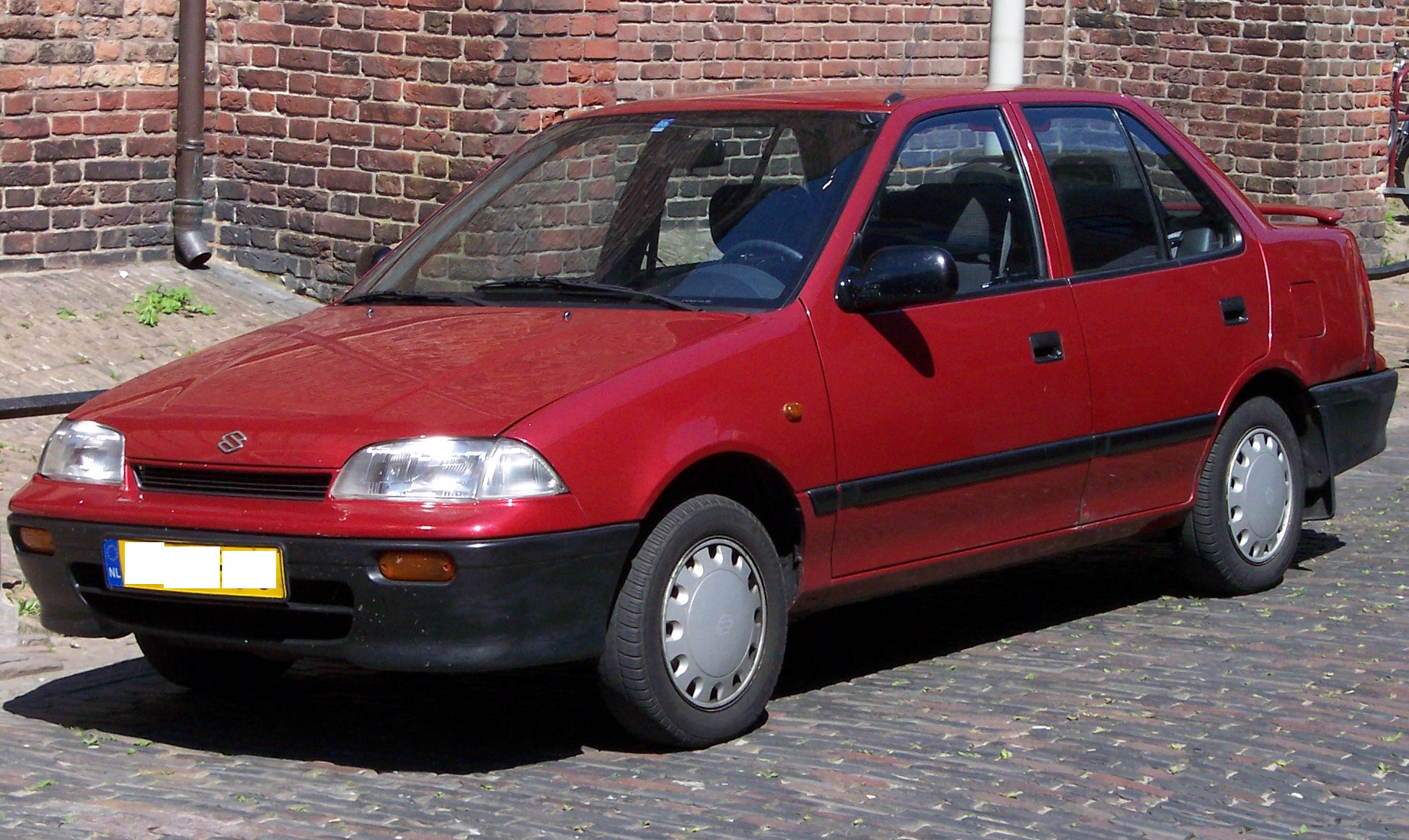
Una Swift Sedan seconda serie

## Prima e seconda serie (1983-1994)
Venne presentata al salone dell'automobile di Tokyo nel 1983 col nome di Suzuki Cultus.
La prima generazione, riservata solo ai mercati americani, asiatici e australiani era disponibile in 4 varianti di carrozzeria: oltre infatti alle classiche 3,4 e 5 porte vi erano le 2 porte per la versione cabriolet.
Per molti anni le vetture sono state vendute anche coi marchi Chevrolet (Chevrolet Sprint), Holden (Holden Barina), Pontiac (Pontiac Firefly), Geo (Geo Metro), Maruti e Pak, grazie a numerose joint venture effettuate con General Motors.
Poteva essere equipaggiata con motori di 1,0 e 1,3 litri, trasmissioni manuali e automatiche, rispettivamente a 4 e 5 rapporti.

## Terza serie (1994-2004)

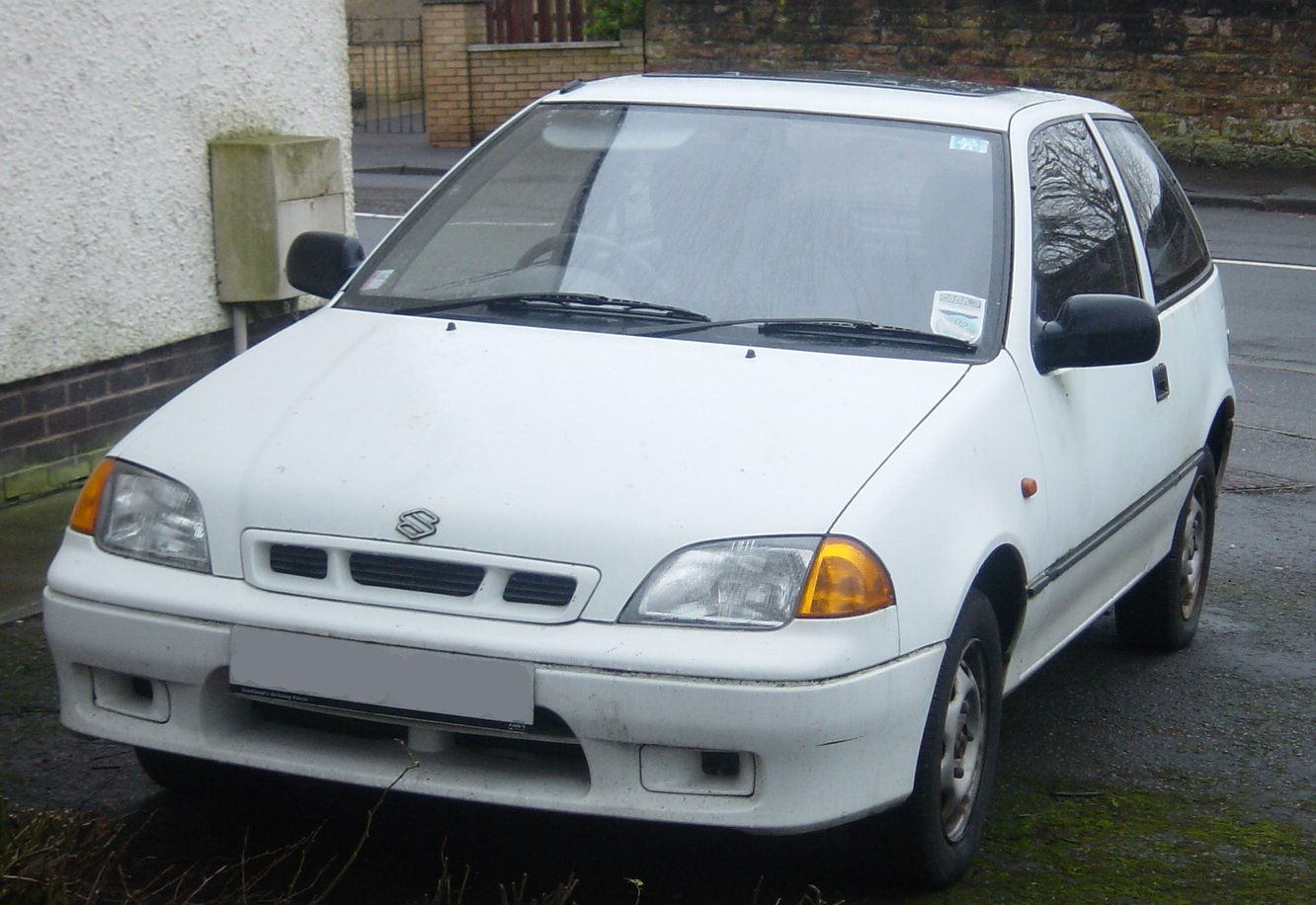
Una Swift terza serie

La terza serie debutta nel 1994 e corrisponde a un notevole restyling della seconda serie; fu disponibile anche un modello equipaggiato con trazione integrale col marchio Subaru sotto la denominazione Justy. La vettura era equipaggiata con un propulsore 1.0 a benzina capace di erogare 53 cavalli (la versione Subaru era disponibile esclusivamente col propulsore 1.3 8V da 68 CV, successivamente sostituito da un propulsore 1.3 16V da 85 CV per i modelli prodotti dal 2001 in poi).
Disponibile sempre nelle varianti 3, 5 porte berlina e cabriolet, in Italia venne importata solo nella versione 3 porte (la variante a 5 porte era riservata alla concorrente Subaru Justy).
Lunga 3,75 metri, larga 1,59 e alta 1,35, possiede un serbatoio con una capacità complessiva di 40 litri e un bagagliaio con un volume di 290 litri.
I dati dichiarati dalla casa indicavano una velocità massima di 150 km/h e un consumo medio di circa 18,2 km/l.
Tra gli optional c'erano il climatizzatore manuale e la vernice metallizzata. Il cambio era manuale a 5 rapporti.
Come le prime due generazioni, anche la terza è stata venduta coi brand del gruppo GM.

## Quarta serie (2004-2010)
Anticipata dalla concept car Suzuki S2 (una coupé-cabriolet con tetto ripiegabile in metallo nel bagagliaio), la quarta serie debutta nel 2004, ma le consegne in Italia partono solo nell'aprile dell'anno successivo. Completamente differente dalle generazioni precedenti, la nuova serie è leggermente più corta, ma possiede interni molto più spaziosi, moderni e meglio assemblati. Con la quarta serie terminano gli accordi con GM per la produzione della vettura con altri marchi e di conseguenza la Suzuki decide di non importarla più negli Stati Uniti. Rimangono in attivo invece le joint venture con Maruti e Pak per la produzione a Gurgaon in India e a Chongqing in Cina.

### Caratteristiche

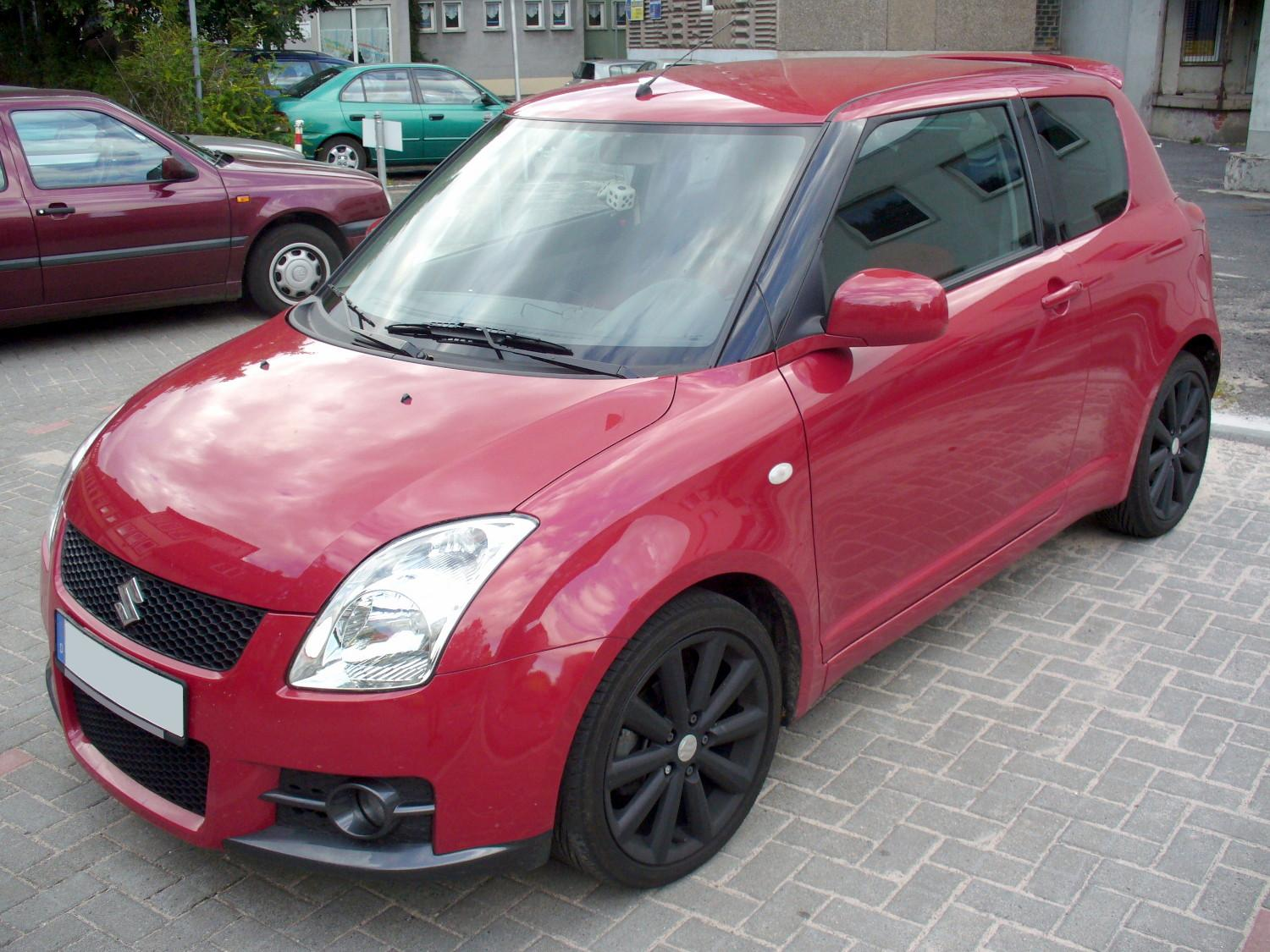
Una Swift Sport 1.6 con carrozzeria 3 porte

Disponibile solo nelle varianti a 3 e 5 porte, la versione berlina a 4 porte si aggiungerà due anni dopo, ma come per le versioni precedenti non sarà importata in Europa. Costruita su una nuova piattaforma che verrà utilizzata nel 2008 anche per le Splash e Agila seconda serie, è assemblata per il mercato europeo in Ungheria a Esztergom, mentre le versioni per il mercato indiano (introdotte dal 2007) sono pressoché identiche tranne per l'altezza da terra (maggiore a causa dei fondi stradali spesso dissestati) e per il nome della vettura, venduta come Maruti Swift Dzire.
Le versioni prodotte in Giappone (ad Hamamatsu) invece presentano dei paraurti anteriori leggermente più arrotondati.
La versione 3 porte arriva sul mercato italiano solo dal 2006 a cui si aggiungono anche la variante Swift Sport, la più spinta della gamma grazie al motore 1.6 a doppia fasatura variabile della valvole (VVT), più lunga di 7 centimetri grazie a paraurti anteriori e posteriori specifici, e la versione a trazione integrale con la motorizzazione 1.3 16 valvole benzina e la carrozzeria a 5 porte. Grazie a un accordo stipulato con FIAT alcuni anni prima per la produzione delle Suv compatte Sedici e SX4, la vettura è disponibile in Europa con un propulsore diesel 1.3 Multijet 16 valvole e in opzione il filtro antiparticolato.
Dal 2007 è disponibile anche con una trasmissione robotizzata (automatica e sequenziale) a 5 rapporti abbinata alla motorizzazione 1.3 16V benzina e alla carrozzeria 5 porte.
Dal 2009 è stata introdotta una versione bi-fuel che al classico motore benzina 1.3 16V da 92 cavalli abbina un impianto a GPL.

### Motorizzazioni
In Italia la Swift è disponibile con una gamma di motori composta da due benzina (1.3 e 1.6 VVT) e un diesel di origine FIAT da 69 cavalli, in seguito potenziato a 75 cavalli. Per il mercato europeo la Swift è disponibile anche con altre due motorizzazioni a benzina di 1,2 e 1,5 litri rispettivamente con 88 e 102 cavalli. La prima è abbinata a un cambio CVT, la seconda sia a un manuale a 5 rapporti, che a un automatico a 4.
| Modello         | Motore                       | Cilindrata cm³ | Potenza        | Emissioni CO2 (g/km) | 0–100 km/h (secondi) | Velocità max (km/h) |
| 1.3 VVT 16V     | 4 cilindri in linea, Benzina | 1.328          | 68 kW (92 CV)  | 140                  | 11                   | 175                 |
| 1.3 VVT 16V 4X4 | 4 cilindri in linea, Benzina | 1.328          | 68 kW (92 CV)  | 151                  | 11,6                 | 167                 |
| 1.6 VVT 16V     | 4 cilindri in linea, Benzina | 1.586          | 92 kW (125 CV) | 171                  | 8,5                  | 200                 |
| 1.3 DDiS 16V    | 4 cilindri in linea, Diesel  | 1.248          | 51 kW (69 CV)  | 125                  | 14,4                 | 162                 |
| 1.3 DDiS 16V    | 4 cilindri in linea, Diesel  | 1.248          | 55 kW (75 CV)  | 124                  | 14,2                 | 165                 |

## Quinta serie (2010-2017)

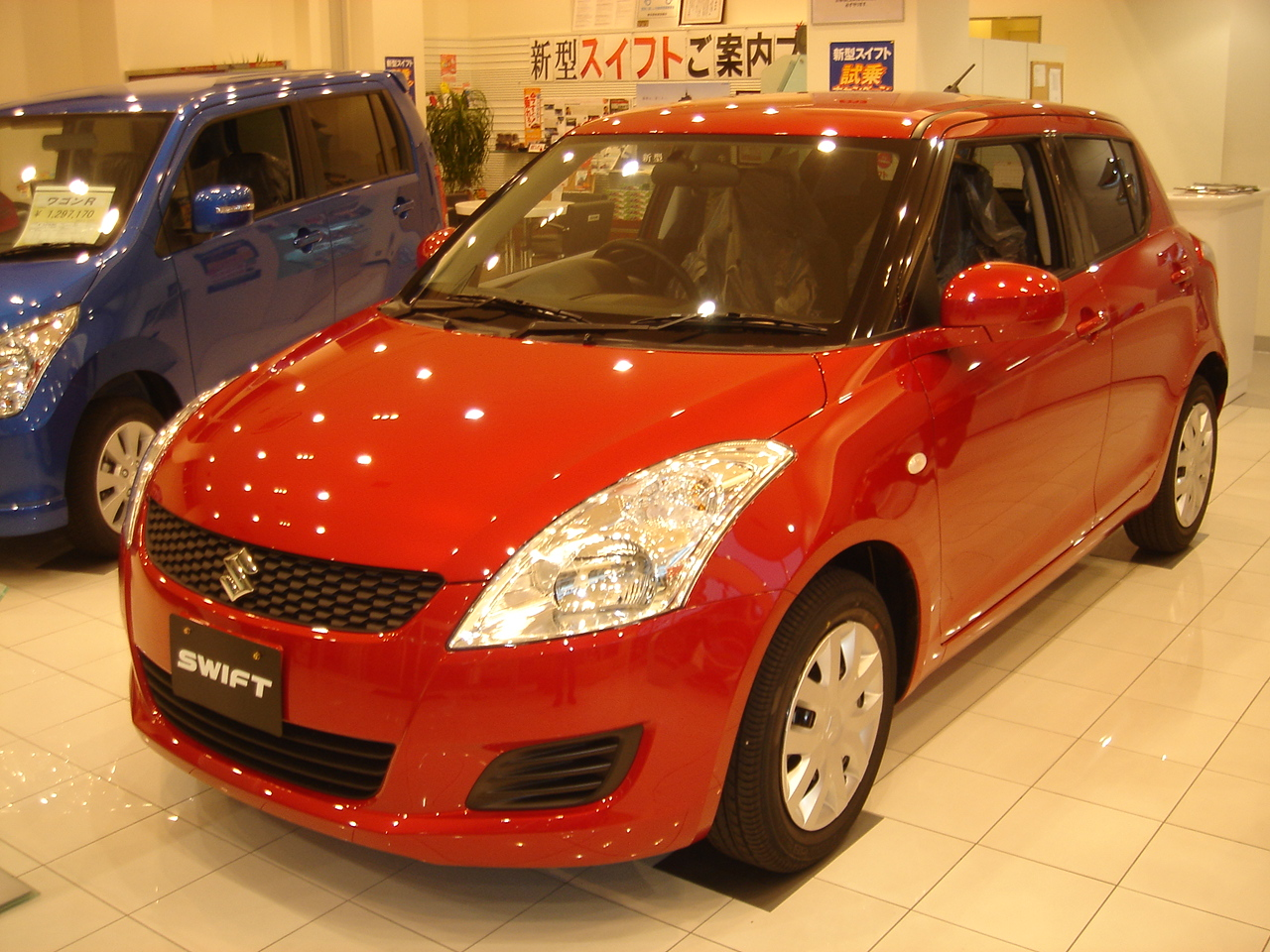
Suzuki Swift quinta serie del 2010

La nuova generazione della Swift viene presentata al Salone dell'automobile di Parigi, ma le immagini e le caratteristiche tecniche del nuovo modello sono resi noti dalla casa a partire dagli inizi di settembre 2010.
Il modello è stato sottoposto ai severi test dell'ente Euro NCAP, ottenendo il punteggio di 5 stelle.
Si mostra completamente rinnovato rispetto alla precedente generazione, ma mantiene la stessa impostazione, soprattutto nel frontale. Gli interni sono completamente rinnovati e di maggiore qualità.
Nell'estate del 2013 arriva un restyling che prevede inediti cerchi in lega, luci diurne a led, indicatori di direzione integrati nei retrovisori oltre ad un aggiornamento del frontale, nuovi tessuti della selleria, la disponibilità di nuove colorazioni e il tetto bicolore.

### Motorizzazioni
| Modello             | Disponibilità | Motore  | Cilindrata (cm³) | Potenza         | Coppia massima (Nm) | Emissioni CO2 (g/km) | 0–100 km/h (secondi) | Velocità max (km/h) | Consumo medio (km/l) |
| 1.2 VVT             | dal 2010      | Benzina | 1242             | 69 kW (94 CV)   | 118                 | 116                  | 12,3                 | 165                 | 20                   |
| 1.2 VVT Start&Stop  | dal 2010      | Benzina | 1242             | 69 kW (94 CV)   | 118                 | 113                  | 12,3                 | 165                 | 20,4                 |
| 1.2 VVT 4WD         | dal 2010      | Benzina | 1242             | 69 kW (94 CV)   | 118                 | 128                  | 13,4                 | 165                 | 18,2                 |
| 1.6 VVT             | dal 2010      | Benzina | 1586             | 100 kW (136 CV) | 160                 | 147                  | 8,5                  | 195                 | 15,6                 |
| 1.3 DDiS            | dal 2010      | Diesel  | 1248             | 55 kW (75 CV)   | 190                 | 109                  | 12,7                 | 165                 | 23,8                 |
| 1.3 DDiS Start&Stop | dal 2010      | Diesel  | 1248             | 55 kW (75 CV)   | 190                 | 106                  | 12,7                 | 165                 | 24,4                 |

## Sesta serie (2017-2023)
Le immagini di questo modello sono trapelate sul web nella metà del mese di marzo 2016. La Swift di sesta generazione ha debuttato in Giappone il 27 dicembre 2016. La versione europea ha debuttato al 87º Salone di Ginevra nel marzo 2017 ed è disponibile alla vendita sul mercato dal 13 maggio 2017.
La nuova generazione è un centimetro più corta del modello precedente, tre centimetri più bassa e quattro centimetri più larga. Le dimensioni sono per l'interasse di 2.450 mm, la lunghezza di 3.840 mm, la larghezza di 1.735 mm e l'altezza di 1.495 mm.
La vettura è costruita sulla piattaforma Heartect che ha debuttato nel 2015 ed è lo stesso pianale utilizzato per la produzione della Suzuki Baleno e della Ignis. Attraverso l'uso di una piattaforma alleggerita e modificata derivata da quella della Baleno, il peso è stato ridotto a poco più di 900 kg. Costruita ora solo nella versione a cinque porte, le maniglie delle porte posteriori sono contenute nel montante posteriore a forma di C; esteticamente ora la vettura nipponica presenta una griglia anteriore molto più ampia rispetto alla precedente generazione e dalla geometria esagonale o a listelli in base alle versioni.
Sul lato motori, vengono utilizzati quelli della Baleno, con un 1,2 litri 4 cilindri a benzina aspirato Dualjet (alimentato da un sistema multipoint con doppio iniettore per cilindro) da 90 CV (K12C) e 1,0 litri 3 cilindri a benzina sovralimentato Boosterjet Turbo da 111 CV (K10C), che possono essere abbinati a un sistema ibrido leggero chiamato SHVS. Inoltre si può richiedere una trasmissione automatica a 6 velocità in luogo del cambio manuale a 5 marce di serie e un sistema di trazione integrale. La versione Sport è dotata di motore turbo Boosterjet da 140CV (K14C) e cambio manuale a 6 marce.
La Swift di sesta serie per il mercato europeo viene assemblata in Giappone a Sagara nella prefettura di Shizuoka (vicino alla sede di Hamamatsu). Il design è stato curato da Tetsuya Ozasa in Italia, precisamente nel Centro Stile Suzuki di Torino a Robassomero. Alla fine di maggio 2017 la vettura è stata sottoposta ai crash test dell'Euro NCAP, ottenendo 3 stelle con la dotazione di serie e 4 stelle col pacchetto opzionale sicurezza.
Nel 2018 le viene assegnato il premio giapponese "RJC Car Of the Year" da parte della Automotive Researchers' and Journalists' Conference of Japan. Questo premio è uno di quelli giapponesi più importanti, insieme al "Japan Car of the Year".

### Restyling
A fine 2020 è stata presentata la versione restyling, si discosta esteticamente dalla precedente solo per la nuova griglia a nido d'ape con listello cromato e un nuovo disegno per i cerchi. La versione Sport resta esteticamente invariata. Viene eliminato il motore boosterjet turbo da 111cv (K10D), le versioni aspirate passano al motore 4 cilindri K12D che passa da 90 a 83 CV disponibile unicamente in combinazione mild-hybrid con un sistema elettrico potenziato rispetto alle versioni pre-restyling. Anche la versione Sport passa dal motore Boosterjet turbo da 140CV a una motorizzazione mild-hybrid con motore termico K14D portato a 129CV. Con il restyling arriva anche nelle versioni top il mantenimento di corsia attivo e la lettura dei segnali stradali che erano già presenti nella Sport. Le versioni Sport e Top ricevono i sensori di parcheggio posteriore e il nuovo ADAS per il controllo dell'angolo cieco che si aggiunge al pacchetto già presente nel pre-restyling (frenata automatica con riconoscimento pedoni, cruise adattivo e avviso superamento linee corsia). Il cambio automatico, prima disponibile solo sulla versione S con motore K10C, è ora disponibile anche per le versioni Top con motore K12D. 

## Settima serie (dal 2023)
La settima generazione di Swift è stata presentata in anteprima come Swift Concept il 25 ottobre 2023. Il modello di produzione è stato ufficialmente introdotto in Giappone il 6 dicembre 2023.
La vettura viene ancora costruita sulla stessa piattaforma Heartect della precedente generazione, ma pesantemente modificata. Nonostante abbia un design esterno simile alla generazione precedente, la carrozzeria è inedita essendo del 4,6% più aerodinamica adottando deflettori laterali sulle porte posteriore, nuovo fascione anteriore, paraurti e parafanghi. Anche la maniglia nascosta sul telaietto della porta posteriore è stata modificata e riportata alla posizione convenzionale.
Per gli interni, hanno ricevuto un nuovo cruscotto simile alla S-Cross, pannelli delle porte riprogettati e un display LCD più grande da 9 pollici; sono stati aggiunti sensori di parcheggio anteriori aggiuntivi, freno di stazionamento elettronico, sistema di monitoraggio del conducente e un avanzato sistema di prevenzione delle collisioni Dual Sensor Brake Support II (DSBS II) che ha rileva anche biciclette e motocicli.
Meccanicamente è presente un nuovissimo motore a tre cilindri da 1,2 litri Z12E, che sostituisce i vecchi motori a quattro cilindri K12 ed è disponibile nelle versioni ibrida convenzionale o leggera. È abbinato a un cambio manuale a 5 marce o a un CVT, disponibile sia in configurazione a trazione anteriore che integrale.
Nella prima metà di luglio del 2024, la Suzuki Swift è stata sottoposta ai crash test dell'Euro NCAP ottenendo il punteggio di 3 stelle.

## Versioni speciali

### Suzuki Swift Sport Concept

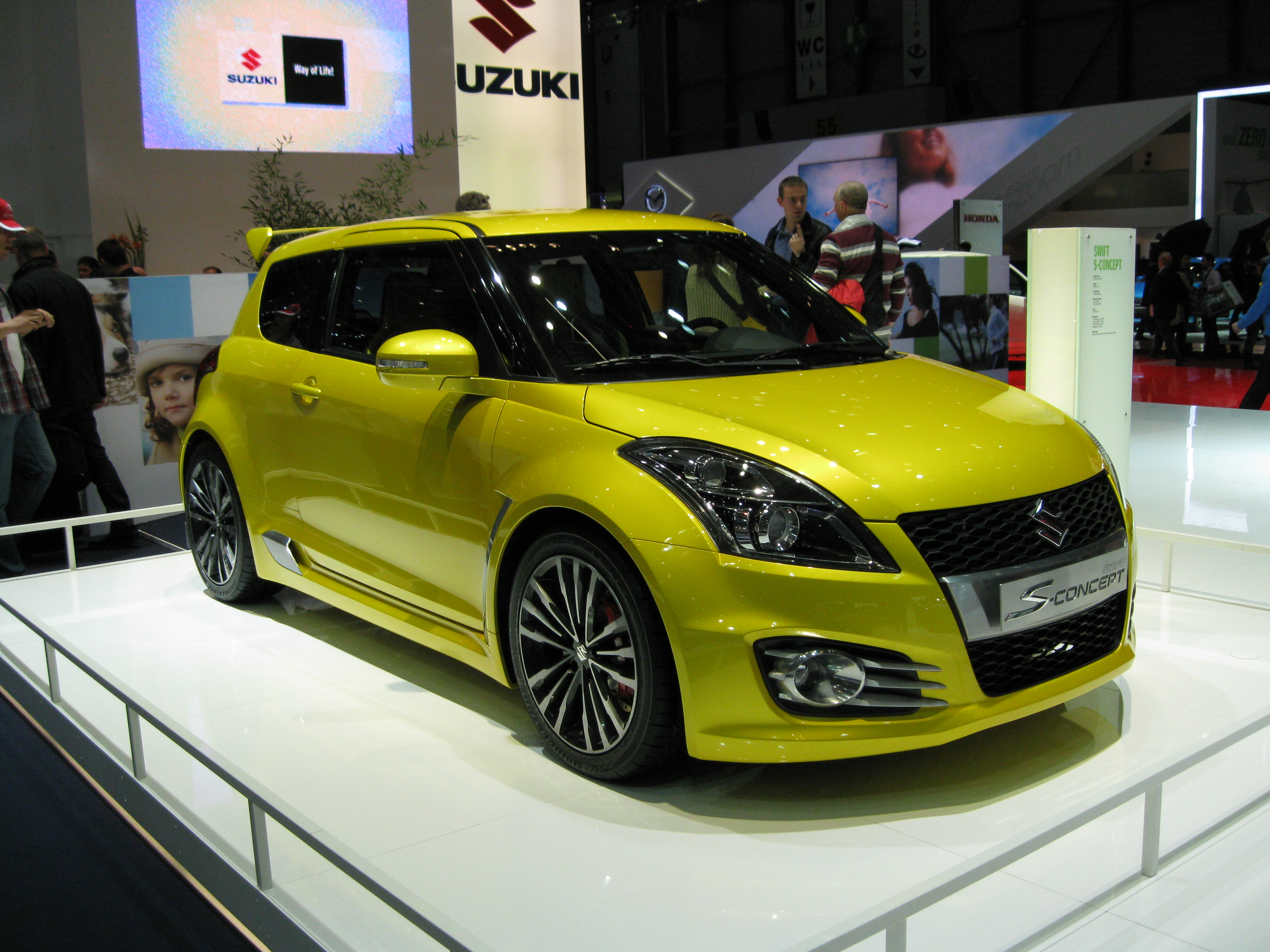
Suzuki Swift Sport Concept

Dopo il successo di vendite della versione sport della Swift, la Suzuki ha deciso di rilasciare una concept di una nuova versione sport potenziata. La vettura, presenta all'Australian Motor Show 2012, mostra numerose aggiunte aerodinamiche, tra cui uno splitter anteriore sportivo che ospita le luci diurne a LED, nuove mascherine a nido d'ape per le prese d'aria anteriori, nuove minigonne, nuovi cerchi da 18" della OZ, un nuovo spoiler anteriore e nuovi impianti di scarico.
Meccanicamente il telaio è stato irrigidito e i freni sono stati potenziati.